# Фифина Златна лопта
ФИФА Златна лопта (фр. FIFA Ballon d‘Or) бивша је награда која се додељивала у периоду од 2010 до 2015. године, за најбољег фудбалера на свету, на основу гласова селектора и капитена националних тимова, као и спортских новинара широм света.
Награда се додељивала почетком јануара за успехе у претходној години у склопу ФИФ-ине гала вечери када се додељују и награде за најбољу фудбалерку, женског и мушког тренера, најбољих 11, најбољег гола, фер-плеј трофеј, председничке награде и награде за развој. Установљена је 2010. године, спајањем награда Златна лопта и ФИФА фудбалер године.
Златна лопта (Ballon d'Or) је први пут додељена 1957. године од стране француског фудбалског часописа "Франс фудбал". У избору су гласали новинари, првобитно за играче из Европе у европским клубовима, затим за све играче у европским клубовима и на крају, за све фудбалере света. 1991. је ФИФА први пут доделила награду за фудбалера и фудбалерку године. Гласање су вршили селектори и капитени репрезентација. Од 2005. обе награде су добијали исти играчи и због сличне намене је дошло до идеје да се ова два признања споје у једно. У току 2010. председник ФИФЕ, Сеп Блатер је објавио да је у сарадњи са „Франс фудбалом“ створена нова награда. Награда је последњи пут додељена 2015. године, након чега се додељују поново двије различите награде: Златна лопта, коју додељује Франс фудбал и Најбољи ФИФА фудбалер, награда коју је покренула ФИФА као наследника награде ФИФА фудбалер године.

## Списак победника
- Освајачи Златне лопте „Франс фудбала“ (1956-2009)
- Освајачи награде ФИФА фудбалер године (1991-2009)

| Година | Добитник Златне лопте                | Другопласирани                   | Трећепласирани               |
| 2010.  | Лионел Меси (Барселона)              | Андрес Инијеста (Барселона)      | Чави (Барселона)             |
| 2011.  | Лионел Меси (2) (Барселона)          | Кристијано Роналдо (Реал Мадрид) | Чави (Барселона)             |
| 2012.  | Лионел Меси (3) (Барселона)          | Кристијано Роналдо (Реал Мадрид) | Андрес Инијеста (Барселона)  |
| 2013.  | Кристијано Роналдо (Реал Мадрид)     | Лионел Меси (Барселона)          | Франк Рибери (Бајерн Минхен) |
| 2014.  | Кристијано Роналдо (2) (Реал Мадрид) | Лионел Меси (Барселона)          | Мануел Нојер (Бајерн Минхен) |
| 2015.  | Лионел Меси (4) (Барселона)          | Кристијано Роналдо (Реал Мадрид) | Нејмар (Барселона)           |

### Поредак по освојеним местима
Играчи
|   | Играч              | 1. место                   | 2. место             | 3. место       |
| 1 | Лионел Меси        | 4 (2010, 2011, 2012, 2015) | 2 (2013, 2014)       |                |
| 2 | Кристијано Роналдо | 2 (2013, 2014)             | 3 (2011, 2012, 2015) |                |
| 3 | Андрес Инијеста    |                            | 1 (2010)             | 1 (2012)       |
| 4 | Чави               |                            |                      | 2 (2010, 2011) |
| 5 | Франк Рибери       |                            |                      | 1 (2013)       |
| 5 | Мануел Нојер       |                            |                      | 1 (2014)       |
| 5 | Нејмар             |                            |                      | 1 (2015)       |

Државе
|   | Држава      | 1. место                   | 2. место             | 3. место             |
| 1 | Аргентина   | 4 (2010, 2011, 2012, 2015) | 2 (2013, 2014)       |                      |
| 2 | Португалија | 2 (2013, 2014)             | 3 (2011, 2012, 2015) |                      |
| 3 | Шпанија     |                            | 1 (2010)             | 2 (2010, 2011, 2012) |
| 4 | Француска   |                            |                      | 1 (2013)             |
| 4 | Немачка     |                            |                      | 1 (2014)             |
| 4 | Бразил      |                            |                      | 1 (2015)             |

Клубови
|   | Клуб          | 1. место                   | 2. место             | 3. место                   |
| 1 | Барселона     | 4 (2010, 2011, 2012, 2015) | 2 (2010, 2014)       | 4 (2010, 2011, 2012, 2015) |
| 2 | Реал Мадрид   | 2 (2013, 2014)             | 3 (2011, 2012, 2015) |                            |
| 2 | Бајерн Минхен |                            |                      | 2 (2013, 2014)             |